# タシュケント証券取引所
タシュケント共和国証券取引所（タシュケントきょうわこくしょうけんとりひきじょ、ロシア語: Республиканская фондовая биржа «Тошкент»、英語: Tashkent Republican Stock Exchange、通称：タシュケント証券取引所）はウズベキスタンの主要証券取引所であり、ウズベキスタン国内唯一の企業証券取引所である。タシュケント証券取引所は1994年4月8日にウズベキスタン政府により公開株式会社として設立された。タシュケント証券取引所はウズベキスタンの首都タシュケントの中心部（タシュケント・ブハラ通10番地、郵便番号：100047）にある。

## 概要
タシュケント証券取引所は市場取引に関し国家経済活動委員会よりライセンスを有しており、ウズベキスタンの法のもと、1992年に取引所、1996年に株式会社、2008年に取引市場となった。
2012年3月19日付の大統領府の発表によれば、韓国取引所（KRX）は2014年に600万USドル以上の投資と引き換えに株式の24％を取得し、タシュケント証券取引所の株主となる予定である。この他、タシュケント証券取引所の株主はウズベキスタン国立銀行やアサカ銀行といったウズベキスタン国内の大手商業銀行やウズベキスタン政府が務めている。
タシュケント証券取引所は1990年代にソビエト連邦が崩壊してウズベキスタンが独立し、国営企業が民営化する過程で設立された。ロシアとは異なり、ウズベキスタン政府は緩やかな民営化を推し進めており、第一段階として旧国営企業を株式会社へと改組し、その後証券取引所を通して自己資本比率を徐々に下げる方式をとった。結果として、ウズベキスタンで「オリガルヒ（Олигархи）」と呼ばれるような特に政治的な影響の強い資本家は生まれず、国内の株主の数は120万人を超える。現代においても、ウズベキスタン政府は国内の主要産業の企業に関しては自己資本比率を高く保つことで影響力を高く保ち続けている。